# معقم كيميائي
المعقم الكيميائي (بالإنجليزية: Chemosterilant)، هو مركب كيميائي يُسبب عقمًا تناسليًا للكائن الحي. يمكن استخدامه للسيطرة على الآفات عن طريق تعقيم الذكور. وهو من الناحية التقنية عبارة عن مركب كيميائي يستخدم للسيطرة على الآفات المدمرة اقتصاديًا أو المسببة للأمراض (الحشرات عادةً) عن طريق التسبب في عقم مؤقت أو دائم لأحد الجنسين أو كليهما أو منع نضوج الشباب إلى مرحلة البالغين الجنسيين.
لا ينتج تزاوج الحشرات المعقمة مع الحشرات الخصبة أي ذرية، وإذا تم الحفاظ على عدد الحشرات العقيمة ثابتًا، فستزداد النسبة المئوية للحشرات العقيمة، وسيتم إنتاج عدد أقل من الشباب في كل جيل متعاقب. يجب استخدام المواد الكيميائية في مرحلة اليرقات أو خلدان الحشرة لتؤدي إلى تعقيم البالغين أو البالغين الناشئين حديثًا قبل أن يصبحوا ناضجين جنسيًا.
يشيع استخدام نوعين من المعقمات الكيميائية:
- تشبه مضادات الاستقلاب مادة تحتاجها الخلية أو الأنسجة يخطئها جسم الكائن الحي من أجل مستقلب حقيقي ويحاول دمجها في عمليات البناء العادية. ملاءمة المادة الكيميائية ليست صحيحة تمامًا وتوقف عملية التمثيل الغذائي.
- عوامل الألكلة هي مجموعة من المواد الكيميائية التي تعمل على الكروموسومات. هذه المواد الكيميائية شديدة التفاعل وقادرة على التدمير المكثف للخلايا وتلف الكروموسومات وإنتاج الطفرات.[5]